# Communauté de communes du Val palingeois
La communauté de communes du Val palingeois est une communauté de communes française, située dans le département de Saône-et-Loire et la région Bourgogne-Franche-Comté.

## Composition
Elle est composée des communes suivantes :
1. Grandvaux
2. Martigny-le-Comte
3. Saint-Aubin-en-Charollais
4. Saint-Bonnet-de-Vieille-Vigne
5. Saint-Vincent-Bragny

## Sources
- Le SPLAF (Site sur la Population et les Limites Administratives de la France)
- La base ASPIC